# Landkommissariat Pirmasens

Das Landkommissariat Pirmasens in der Pfalz 1818–1862

Das Landkommissariat Pirmasens (amtlich: Land-Commissariat Pirmasens) war einer von zwölf Verwaltungsbezirken im bayerischen Rheinkreis (1837 in „Kreis Pfalz“ umbenannt), der ab 1818 bestand und 1862 in Bezirksamt Pirmasens umbenannt wurde. Das Verwaltungsgebiet lag im heutigen Rheinland-Pfalz und gehört heute zu der kreisfreien Stadt Pirmasens und dem Landkreis Südwestpfalz.

## Kantone und Gemeinden
Das Landkommissariat Pirmasens gliederte sich in die Kantone Dahn, Pirmasens und Waldfischbach und umfasste 65 Gemeinden (alle Orte in der amtlichen Schreibweise von 1817):

### Kanton Dahn
| - Bärenbach - Bobenthal - Bruchweiler - Bundenthal - Busenberg - Dahn - Erfweiler | - Erlenbach und Lauterschwan - Fischbach - Hauenstein - Hinterweidenthal - Hirschthal - Ludwigswinkel - Niederschlettenbach | - Niedersteinbach - Nothweiler - Obersteinbach - Petersbächel - Rumbach - Schindhard - Schönau |

Anmerkungen:
1. 1 2  Die Gemeinden Niedersteinbach und Obersteinbach, heute zum Kanton Wissembourg im Elsass gehörend, wurden am 5. Juli 1825 an Frankreich abgetreten (Google Books)

### Kanton Pirmasens
| - Donsieders - Eppenbrunn - Fehrbach - Gersbach - Hengstberg - Hilst - Höh-Eschweiler - Hochmühlbach | - Kreppen - Lemberg - Münchweiler - Nieder-, Obersimten, Erlenbrunn - Nünschweiler und Dusenbrücken - Pirmasens - Rodalben und Petersberg - Ruppertsweiler | - Schweix - Thalfröschen - Thal-Eschweiler - Trulben - Vinningen - Windsberg - Winzeln |

### Kanton Waldfischbach
| - Burgalben - Geiselberg - Haarsberg - Heldersberg - Hermersberg - Herschberg - Hettenhausen | - Hocheinöd - Horbach - Klausen - Leimen - Merzalben - Saalstadt - Schauerberg | - Schopp - Schmalenberg - Steinalben - Wahlalben - Waldfischbach - Weselberg - Zeselberg |

## Geschichte

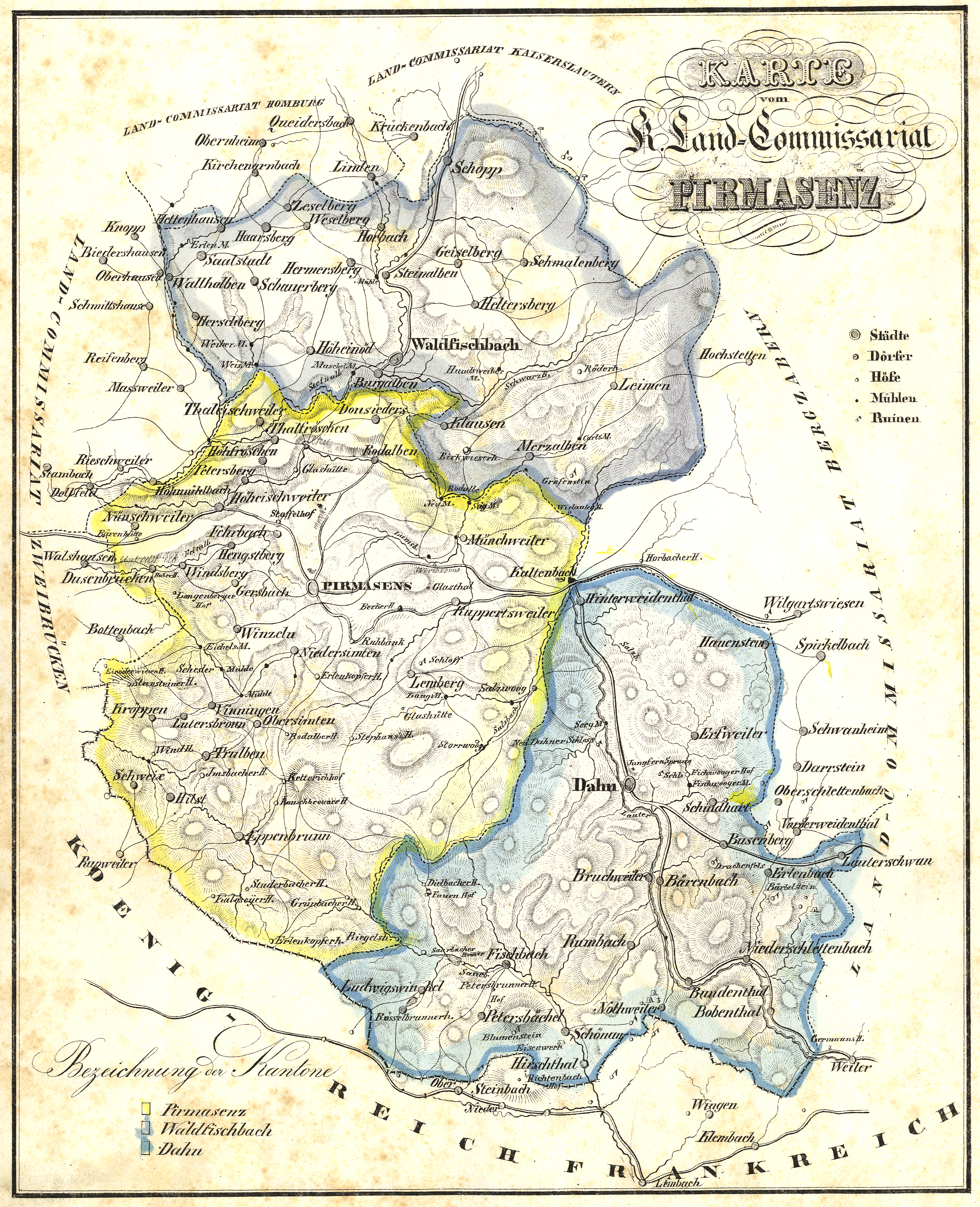
Landkommissariat Pirmasens 1875

Der bayerische König Maximilian Joseph I. hatte am 30. April 1816 das Gebiet des später eingerichteten Rheinkreises aufgrund eines Tauschvertrages mit dem österreichischen Kaiser Franz I. förmlich in Besitz genommen.
Aus der sogenannten Franzosenzeit hatte Bayern in der Pfalz zunächst die seit 1798 entstandene Verwaltungsstruktur im Wesentlichen übernommen. Der neu entstandene Rheinkreis war in vier „Kreisdirektionen“, später auch „Bezirksdirektionen“ genannt, eingeteilt. Die nachgeordneten Verwaltungsebenen Kantone und Bürgermeistereien, abgesehen von geringfügigen Gebietsanpassungen, blieben bestehen.
Das Gebiet des Landkommissariats Pirmasens gehörte bis 1814 zum Departement Donnersberg (Kanton Pirmasens und Kanton Waldfischbach) bzw. bis 1815 zum Departement Niederrhein (Kanton Dahn). Nach der Inbesitznahme durch Bayern und der Einrichtung der Kreisdirektionen gehörte das Gebiet zur Kreisdirektion Zweibrücken.
Mit Wirkung vom 1. April 1818 wurden die Distrikte der bisherigen vier „Bezirks-Directionen“ des Rheinkreises in zwölf „Land-Commissariate“ neu aufgeteilt. Der Aufgabenbereich und die Zuständigkeiten änderten sich nicht. Zum „Land-Commissär“ wurde  Stephan Leonhard Gerlach bestimmt. Dem Landkommissar standen ein Aktuar, zwei Schreiber und ein Bote zur Verfügung, für Gehälter und Bürokosten waren 3900 Gulden pro Jahr veranschlagt.
Zum 1. Juli 1862 erhielten die Landkommissariate in der Pfalz die Benennung „Bezirksämter“, aus denen 1938 die Landkreise entstanden.